# Codey Burki
Codey Burki (Winnipeg, 17 novembre 1987) è un hockeista su ghiaccio canadese che gioca nel campionato svizzero con la squadra dell'EHC Olten.

## Statistiche

### Club
|           |                     |      | Regular Season | Regular Season | Regular Season | Regular Season | Regular Season | Playoff | Playoff | Playoff | Playoff | Playoff |
| Stagione  | Squadra             | Lega | P              | G              | A              | Pt.            | PIM            | P       | G       | A       | Pt.     | PIM     |
| --------- | ------------------- | ---- | -------------- | -------------- | -------------- | -------------- | -------------- | ------- | ------- | ------- | ------- | ------- |
| 2002-2003 | Brandon Wheat Kings | WHL  | 2              | 0              | 0              | 0              | 0              |         |         |         |         |         |
| 2003-2004 | Brandon Wheat Kings | WHL  | 53             | 1              | 11             | 12             | 14             | 8       | 0       | 0       | 0       | 0       |
| 2004-2005 | Brandon Wheat Kings | WHL  | 68             | 10             | 13             | 23             | 48             | 24      | 6       | 5       | 11      | 13      |
| 2005-2006 | Brandon Wheat Kings | WHL  | 70             | 27             | 34             | 61             | 69             | 6       | 0       | 3       | 3       | 2       |
| 2006-2007 | Brandon Wheat Kings | WHL  | 70             | 36             | 49             | 85             | 83             | 11      | 6       | 5       | 11      | 4       |
| 2007-2008 | Lake Erie Monsters  | AHL  | 40             | 2              | 7              | 9              | 22             |         |         |         |         |         |
|           | Johnstown Chiefs    | ECHL | 12             | 3              | 5              | 8              | 14             | 4       | 0       | 0       | 0       | 4       |
| 2008-2009 | Lake Erie Monsters  | AHL  | 54             | 9              | 10             | 19             | 32             |         |         |         |         |         |
|           | Johnstown Chiefs    | ECHL | 14             | 1              | 4              | 5              | 14             |         |         |         |         |         |
| 2009-2010 | Lake Erie Monsters  | AHL  | 8              | 0              | 0              | 0              | 2              |         |         |         |         |         |
|           | Charlotte Checkers  | ECHL | 15             | 2              | 6              | 8              | 28             |         |         |         |         |         |
| 2010-2011 | Lugano              | NLA  | 0              | 0              | 0              | 0              | 0              |         |         |         |         |         |
|           | Sierre              | NLB  | 1              | 0              | 0              | 0              | 0              |         |         |         |         |         |
|           | Thurgau             | NLB  | 14             | 7              | 5              | 12             | 16             |         |         |         |         |         |
| 2011-2012 | Lugano              | NLA  | 13             | 1              | 2              | 3              | 6              |         |         |         |         |         |
|           | La Chaux-de-Fonds   | NLB  | 3              | 0              | 2              | 2              | 2              |         |         |         |         |         |

### Nazionale
| Stagione  | Livello            | Competizione | P | G | A | Pt. | PIM |
| --------- | ------------------ | ------------ | - | - | - | --- | --- |
| 2003-2004 | Canada Western U17 | WHC-17       | 5 | 1 | 2 | 3   | 2   |